# Снуки Прайор
Снуки Прайор (англ. Snooky Pryor, настоящее имя  Джеймс Эдвард Прайор (англ. James Edward Pryor ; 15 сентября 1919 или 1921, Ламберт, Миссисипи, США — 18 октября 2006, Кейп-Джирардо, Миссури, США) — американский блюзовый харпер, вокалист и автор песен. Лауреат Blues Music Awards в номинации «Исторический блюзовый альбом» (1992), «Исполнитель кантри/акустического блюза» (1993); номинант Blues Music Awards в номинациях «Исполнитель традиционного блюза» (1998, 1999, 2000, 2001, 2003), «Альбом традиционного блюза» (1996, 1998, 2001, 2003), «Блюзовый харпер» (1999—2004). Член Зала славы блюза (2023) . Известен изобретением необычного способа усиления звука гармоники: он зажимал в руке вместе с гармоникой маленький микрофон; стал одним из первых харперов, усиливших свой звук с помощью электричества 

## Биография
Снуки Прайор родился в Ламберте, Миссисипи по разным источникам либо в 1919 либо в 1921 году. Впервые взял в руки губную гармонику в 14-летнем возрасте, несмотря на возражения отца-священника  Развивал свой стиль под влиянием творчества Сонни Боя Уильямсона и Сонни Боя Уильямсона II. В середине 1930-х выступал в Вэнсе, Миссисипи, нередко импровизируя с тремя-четырьмя харперами, включая Джимми Роджерса. Прозвище Снуки, произносящееся скорее как Сньюки, дал музыканту блюзмен Флойд Джонс . Ещё подростком Прайор ушёл из дому, путешествовал по Миссисипи, Арканзасу, Миссури и Иллинойсу и около 1940 года Прайор обосновался в Чикаго. 
Во время Второй мировой войны служил в армии. Он служил в южной части Тихого океана, в Новой Каледонии. В его обязанности входила подача сигналов горном через систему оповещения, что привело его к экспериментам с усилением звука губной гармоники: «После того, как я заканчивал со своими сигналами и всем таким, я брал свою губную гармошку и запускал её через эту большую армейскую систему». После демобилизации из Армии, Прайор приобрёл усилитель и стал играть на улице, став постоянным участником блюзовой сцены Чикаго, выступая в том числе со своим кумиром Сонни Боем Уильямсоном II и Хоумстиком Джеймсом. Некоторые исследователи блюза сходятся в том, что первым использовал усилитель для губной гармоники Литтл Уолтер, но Снуки Прайор всегда был по этому вопросу непоколебим: «Они хотят сказать, что Литтл Уолтер усилил гармошку, но это ложь…Когда я это сделал, Литтл Уолтер все еще был в Луизиане и играл в шарики!» 
В 1948 году записал свои первые два сингла: «Stockyard Blues» /«Keep What You Got» с певцом и гитаристом Флойдом Джонсом и «Telephone Blues»/Snooky & Moody’s «Boogie» c гитаристом Муди Джонсом.  В 1950-х годах Прайор регулярно гастролировал на Юге США и сравнительно регулярно записывал синглы. В 1967 году Прайор переехал в Уллин, штат Иллинойс и в конце 1960-х он бросил музыкальную карьеру и работал плотником, но его уговорили вернуться. В 1970 году Прайор выпустил свой дебютный LP, однако в Европе. В течение 1970-х и 1980-х Прайор достаточно много гастролировал по Европе. Первый альбом в США Do It If You Want To вышел в 1973 году. Альбом 1991 года Back to the Country, записанный с Джонни Шайнсом, получил в 1992 году премию Blues Music Awards в номинации «Исторический блюзовый альбом» и награду Living Blues «Кантри-блюз запись года». Альбом по одному из отзывов был оценен: «„Back To The Country“ остается настолько близко к корням блюза, насколько это вообще возможно, — это снова дельта-блюз» . В следующем году Снуки Прайор был признан лучшим исполнителем традиционного кантри-блюза. В 1990-е годы Снуки Прайор записывался и выступал особенно много.   
Умер в больнице Кейп-Джирардо, Миссури в 2006 году. 
«Он играл [после возвращения к музыке] тот же самый энергичный вид блюза, который он усовершенствовал в 1950-х годах, избегая влияния последующих тенденций соула, фанка и рок-музыкт, которые изменили подход многих других в Чикаго» .
«Он был первопроходцем в использовании губной гармошки в качестве ведущего инструмента, проложив путь будущим блюзовым исполнителям на губной гармошке. Его техника усиления была революционной, помогая сформировать звучание современного электрического блюза. Влияние Прайора можно услышать в работах многих последующих блюзовых музыкантов, включая Джуниора Уэллса и Джеймса Коттона» .
«Его жесткий, пронзительный тон мог прорезать шум баров как нож, поэтому неудивительно, что его взяла Planet Records, где его „Telephone Blues“ стал хитом в 1948 году» .

## Дискография

### Синглы
- «Stockyard Blues» (A) / «Keep What You Got» (B) (1948), Marvel Records; перевыпущен на Old Swing-Master в 1949
- «Telephone Blues» (A) / Snooky & Moody’s «Boogie» (B) (1948), Planet Records; перевыпущен на Old Swing-Master в 1949
- «Boogy Fool» (A) / «Raisin' Sand» (B) (1949), JOB Records;
- «I’m Getting Tired» (A) / «Going Back on the Road» (B) (1952), JOB
- «Crosstown Blues» (A) / «I Want You For Myself» (B) (1953), Parrot Records
- «Cryin' Shame» (A) / «Eighty Nine Ten» (B) (1954), JOB
- «Someone to Love Me» (A) / «Judgement Day» (B) (1956), Vee-Jay Records
- «Boogie Twist» (A) / «Uncle Sam Don’t Take My Man» (B) (1963), JOB

### Альбомы
- Snooky Pryor (1970), Flyright Records FLY LP-100
- Homesick James & Snooky Pryor (1973), Virgin Records, London под лицензией Big Bear Records
- Do It If You Want To (1973), ABC Records
- Snooky Pryor and the Country Blues (1973), Today Records
- Shake Your Boogie, (1976), Big Bear Records
- Real Fine Boogie, Snooky Pryor and Moody Jones (1980), Flyright Records
- Snooky (1989), Blind Pig Records
- Back to the Country, Johnny Shines and Snooky Pryor (1991), Blind Pig Records
- Snooky Pryor (1991), Paula Records (сборник ранних синглов и неизданного материала)
- Too Cool to Move (1992), Antone's Record Label
- In This Mess Up to My Chest (1994), Antone's Records
- Mind Your Own Business (1996), Antone's Records
- Shake My Hand (1999), Blind Pig Records
- Double Shot!, Snooky Pryor and Mel Brown (2000), Electro-Fi Records
- Super Harps II, with Carey Bell, Lazy Lester, Рафул Нил (2001), Telarc Records
- Snooky Pryor and His Mississippi Wrecking Crew (2002), Electro-Fi Records
- Mojo Ramble (2003), Electro-Fi Records